# Хот (село)
Хот (арм. Խոտ — дословн. трава) — село в Сюникской области, Армения.
Главой сельской общины является Мартирос Григорян.

## География
Расположено на юге Армении, на востоке Сюникской области.

## Население
Согласно Кавказскому календарю на 1912 г., население села к 1911 г. составляло 1 131 человек, в основном армяне., а к 1914 году — 1 240 человек, так же преимущественно армяне.
По Переписи 2001 г. в селе насчитывалось 863 чел. По данным 2008 г. в селе насчитывалось 1029 чел.

## Галерея

Село Старый Хот
Фотография 1920 года
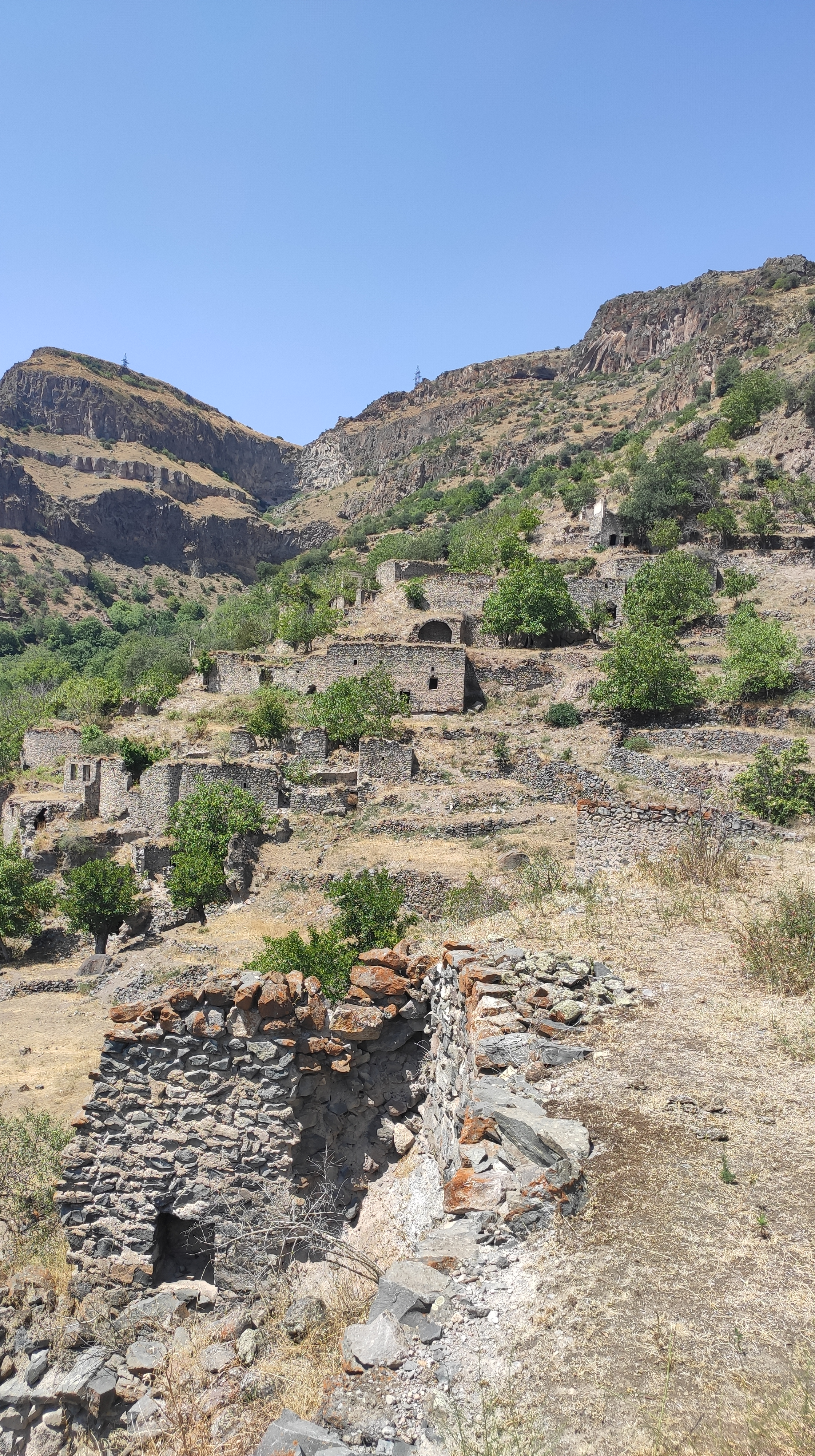
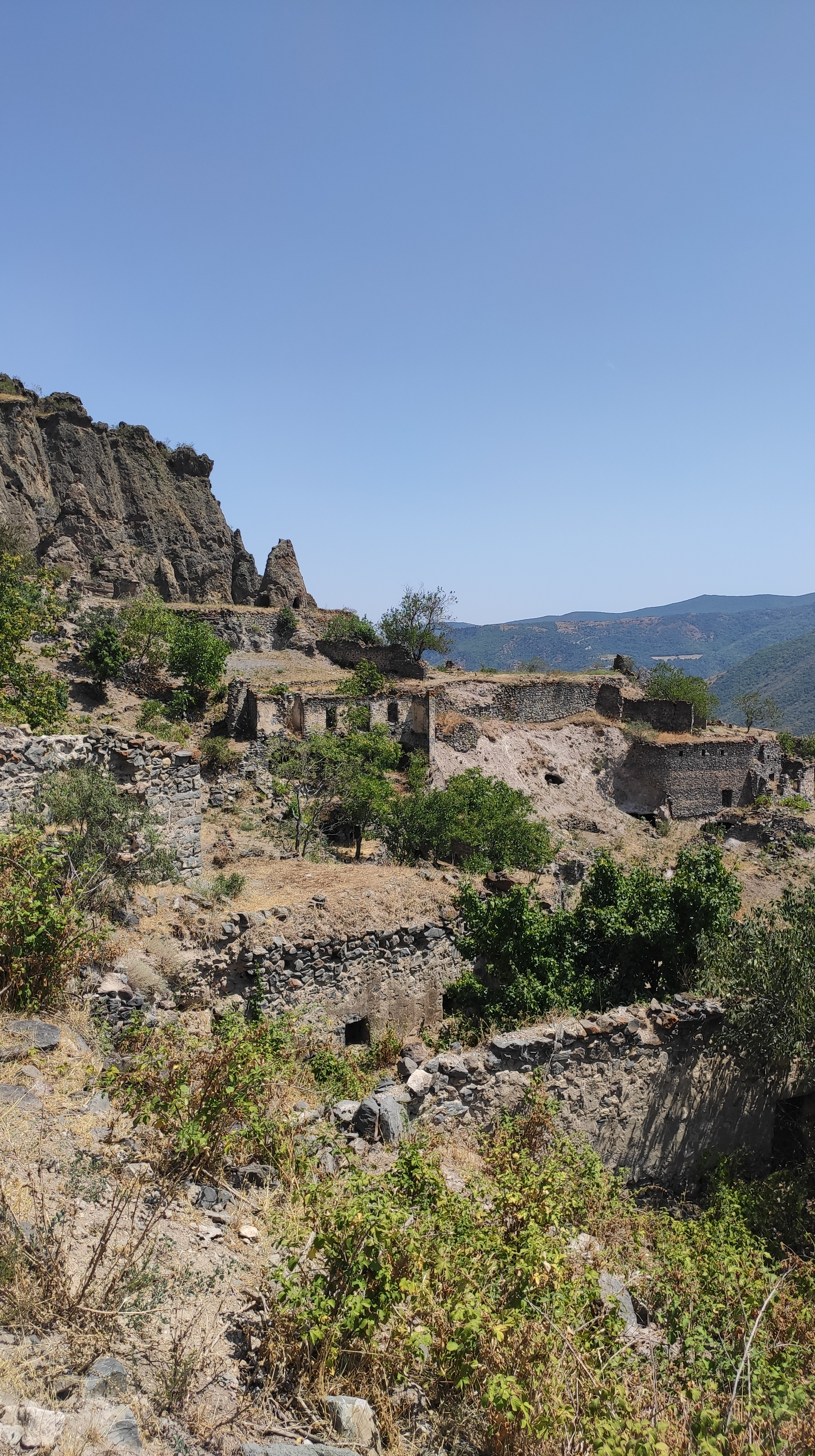
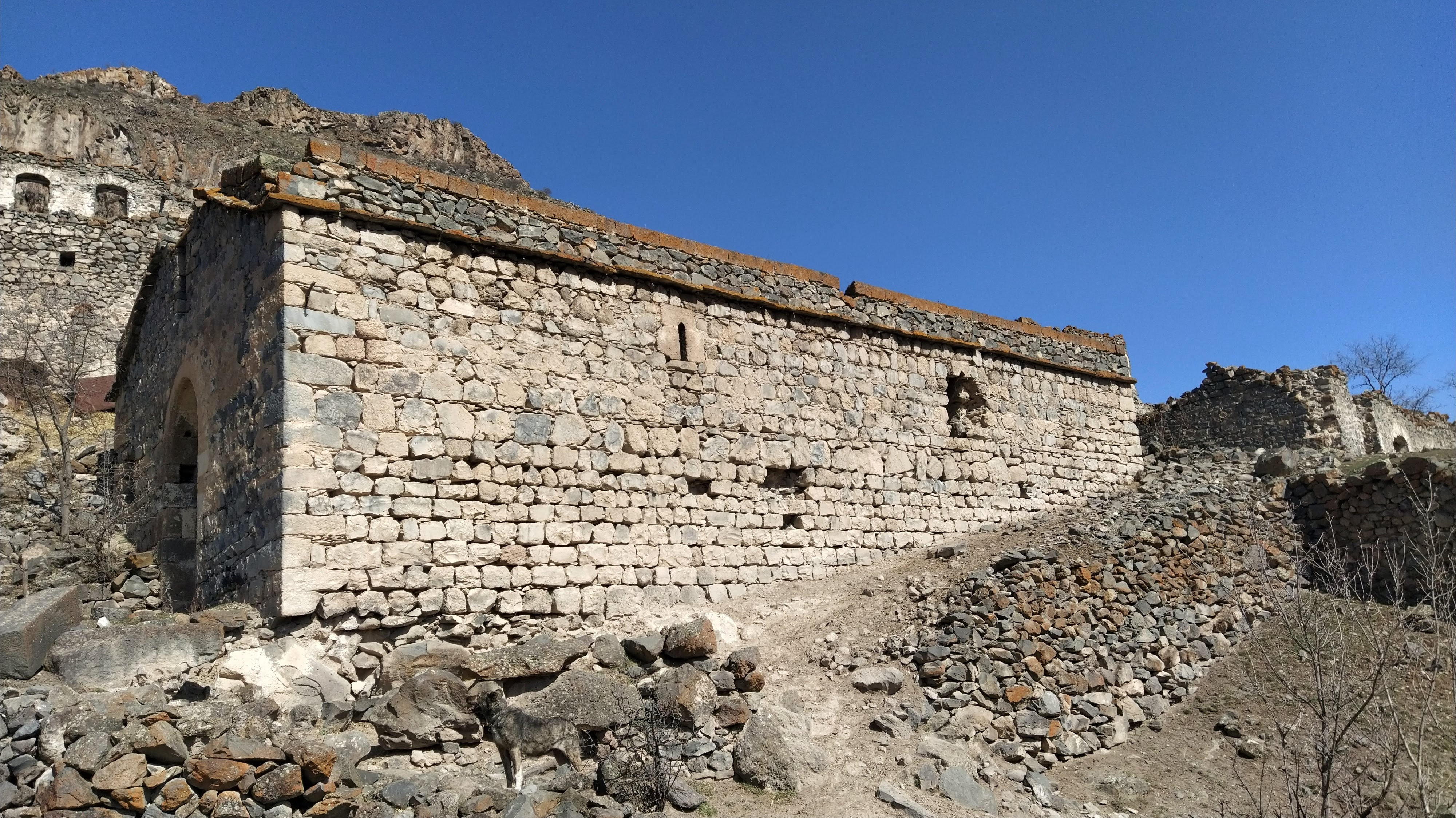
Древняя армянская церковь